# 尼亚拉德
尼亚拉德，是匈牙利维斯普雷姆州所辖的一个村，总面积19.79平方公里，总人口922，人口密度46.6人/平方公里（2010年1月1日）。